# Scarabaeus cuvieri
Scarabaeus cuvieri là một loài bọ cánh cứng trong họ Bọ hung (Scarabaeidae).